# Меносси, Лукас
Лукас Ариэль Меносси (исп. Lucas Ariel Menossi; род. 11 июля 1992, Beccar, Буэнос-Айрес) — аргентинский футболист, полузащитник клуба «Бельграно».

## Клубная карьера
Меносси — воспитанник клуба «Тигре». 30 сентября 2012 года в матче против «Ньюэллс Олд Бойз» он дебютировал в аргентинской Примере. 21 мая 2017 года в поединке против «Сан-Мартин Сан-Хуан» Лукас забил свой первый гол за Тигре. В 2019 году Меносси перешёл в «Сан-Лоренсо». 4 августа в матче против «Химансия Ла-Плата» он дебютировал за новую команду. 
В 2021 году Лукас на правах аренды вернулся в «Тигре», по окончании аренды клуб выкупил трансфер игрока. В 2024 году Меносси перешёл в чилийский «Универсидад Католика». 23 февраля в матче против «Ньюбленсе» он дебютировал в чилийской Примере. 11 мая в поединке против «О’Хиггинс» Лукас забил свой первый гол за «Универсидад Католика». 
Летом 2024 года Меносси перешёл в «Бельграно». 15 сентября в матче против «Индепендьенте» он дебютировал за новую команду. 13 апреля 2025 года в поединке против «Бока Хуниорс» Лукас забил свой первый гол за «Бельграно». 